# Pycnoscelus vietnamensis
Pycnoscelus vietnamensis är en kackerlacksart som beskrevs av Anisyutkin 2002. Pycnoscelus vietnamensis ingår i släktet Pycnoscelus och familjen jättekackerlackor.
Artens utbredningsområde är Vietnam. Inga underarter finns listade i Catalogue of Life.